# 高味光一郎
高味 光一郎（たかみ こういちろう、 - 日本の俳優。

## 人物
愛知県春日井市出身。身長177cm。特技は、ダーツ、スノーボード。

## 出演

### 映画
- 「猿飛佐助〜闇の軍団〜」（宮坂武志監督） - 道山 役
- 「新日本の首領」（高瀬将嗣監督） 上島雅彦 役
- 「新・影の軍団」（宮坂武志監督） - ゲスト主役・鈴の介 役
- 「新日本の首領II」（高瀬将嗣監督） - 上島雅彦 役
- 「新日本の首領III」（金澤克次監督） - 佐川達郎 役
- 「猿飛佐助〜闇の軍団II〜」（宮坂武志監督） - ゲスト・銀鮫 役
- 「ホールインワン」（加藤文明監督） - 準主役・早見健太 役
- 「WARU 最終章」（三池崇史監督） - ゲスト・ゲイボーイアキオ 役
- 「ギミーヘブン」（松浦徹監督） - ジョー柳沢 役
- 「怨喰」（加藤文明監督） - 早川 役
- 「太陽の傷」（三池崇史監督） - 富樫 役
- 「龍が如く〜劇場版〜」（三池崇史監督） - 桃源郷店長 役
- 「荒れくれKNIGHT」（廣田幹夫監督） - 百目小僧・望月 役
- 「病葉流れて」（亀井亨監督） - 青島 役
- 「人が人を愛することのどうしようもなさ」（石井隆監督） - 助監督・ユージ 役
- 「オーバーヒート〜輝きの先に〜」（加藤文明監督） - 準主役・ヨウジ 役
- 「RAN×3」（中村隆太郎監督） - 謎の組織リーダー・沢田 役
- 「月と嘘と殺人」（高橋正弥監督） - 狭山光一 役
- 「SPACE BATTLESHIP ヤマト」（山崎貴監督） - ブラックタイガー隊・根本 役
- 「ヒミズ」（園子温監督） - ボート屋の客 役
- 「リアル鬼ごっこ5」（安里麻里監督） - 社員・拓三 役
- 「ami?amie? つきあってねーよ!」（岩崎友彦監督） - 主演・テツ 役

### テレビ
- テレビ朝日 「アストロ球団」 - レギュラー・剣持豪役
- NHK大河ドラマ「風林火山」 - 今川家・近習役

### 舞台
- 劇団ポプラ「山椒大夫」
- 劇団時来組「龍馬る」

### Vシネマ
- 「銭道5 無限連鎖講」（金澤克次監督） - ゲスト主役
- 「剣〜TURUGI〜」（中田圭監督） - G2 サンプリングNo.55 戦闘用ガーディアン 役
- 「斬人〜KIRIHITO〜」（辻本貴則監督） - 進兵衛 役
- 「修羅外道」（片岡修二監督） - 主役・鬼島鉄雄 青年期 役
- 「隣之怪 弐談〜バック物件〜」（林田賢太監督） - 準主役・松井大典 役
- 「愛しのOYAJI」（三石史郎監督） - ゲスト・ナンバーワンホスト淳也 役
- 「溝鼠 毒虫vs溝鼠」（横井健司監督） - 池内紀行 役
- 「ぎゃるVSヤン女〜紅の決闘」（加納周典監督） - コウスケ 役

### PV
- 清木場俊介「愛のかたち」 清木場俊介役

### Web
- ヴィジュアルボーイ
- プラチナジュノン